# Nathan Sinkala
Nathan Sinkala (Chingola, 1990. április 23. –) zambiai válogatott labdarúgó, jelenleg a Grasshoppers játékosa.

## Sikerei, díjai
Mamelodi Sundowns
- Kongói DK bajnok (2): 2012, 2013

Zambia
- Afrikai nemzetek kupája (1): 2012